# Tsentral'nyi Stadion
Tsentral'nyi Stadium (en kirghize : Центральный стадиону) est un stade multi-usage à Kara-Suu, au Kirghizistan.
Il est actuellement utilisé la plupart du temps pour des matchs de football, et de stade à domicile pour Zhashtyk Ak Altyn Kara-Suu, de la ligue Kirghiz. Le stade peut accueillir 6 000 personnes.